# Oxygenien
Oxygenien (Originaltitel: "Oxygénia") ist ein erstmals 1974 erschienener dystopischer Roman der ungarischen Autorin Klára Fehér. In deutscher Sprache erschien er nur in der DDR, 1977 als Hardcover und 1985 in der Romanzeitung. Eine mögliche zukünftige Entwicklung der Menschheit wird metaphorisch auf den Planeten Oxygenien verlegt, die Erde selbst wird nur kurz erwähnt.

## Handlung
Der Roman spielt in der Zukunft im Jahr 3069. Die Erde ist ein glücklicher Ort, Raumfahrt ist auch für Privatpersonen etwas Alltägliches. Das frisch verheiratete Ehepaar Peter und July MacGulliver ist mit ihrem kleinen Raumschiff HUMANITAS in den Flitterwochen unterwegs und nähert sich einem interessant aussehenden Planeten, als es von der nahe gelegenen Raumstation FORTUNA-710 den Warnruf erhält, diesem Planeten unbedingt fernzubleiben. Bevor sie abdrehen können, wird das Schiff jedoch durch einen Mikrometeoriten beschädigt, Peter muss aussteigen, um es zu reparieren. Dabei überschreitet er unwissentlich die Hoheitsgrenze des Planeten und wird durch eine unbekannte Technologie auf die Oberfläche herabgeholt. Bei diesem Transport geht etwas schief, Peter findet sich in einer der "Bedienerstädte" (siehe unten) wieder, eine Kommunikation mit seiner Frau im Raumschiff ist nicht möglich, auch mit den Lebewesen lässt es sich kaum kommunizieren. Glücklicherweise trägt er seine Weltraumausrüstung mit Sauerstoffvorrat, zu der auch eine Art Replikator gehört, mit dem er sich selbst aus den Stoffen der Umgebung Sauerstoff und Nährstoffe herstellen kann, das Vorhandensein dieser Ausrüstung sichert zunächst sein unmittelbares Überleben und erweist sich später als unverzichtbar, um der Bedienerstadt zu entkommen. Zufällig trifft er einen Einheimischen namens ON 711 314, mit dem er sprechen kann, da dieser als Strafe aus der mittleren Gesellschaftsschicht in die Bedienerstadt versetzt wurde. In der Folge lernt Peter dank der Hilfe einiger weiterer einheimischer Wesen alle drei Gesellschaftsschichten des Planeten kennen.
Am Ende des Romans gelingt Peter zusammen mit der inzwischen mit ihrem Raumschiff auf Oxygenien gelandeten July die Flucht, nachdem er willentlich eine Kette von Geschehnissen in Gang gesetzt hat, durch die die Herrschaft der oberen Gesellschaftsschicht über den Planeten beendet und eine neue Ära eingeleitet wird.

### Der Planet Oxygenien
Oxygenien hat 12 Monde und ist ein erdähnlicher Planet mit Ozeanen und 17 Kontinenten, etwa in der Größe von Australien. Gravitation, Temperatur, atmosphärischer Druck und Tagesdauer sind scheinbar identisch mit der Erde, wobei ein Tag in 20 Stunden und ein Jahr in 20 Monate bzw. 300 Tage aufgeteilt ist. Ein Planetenjahr entspricht jedoch nur etwa 0,8 Erdenjahren (der Faktor lässt sich anhand der Angaben im Roman errechnen). Er wird von einer aerotropen humanoiden intelligenten Art bewohnt, für die keine Eigenbezeichnung auftaucht, deren Vertreter aber den Menschen äußerst ähnlich sind.

### Oxygeniens Geschichte
Im Verlauf der Handlung wird Peter in die Geschichte des Planeten eingeweiht. Demnach hat sich eine hochentwickelte, hochindustrialisierte Kultur entwickelt, die jedoch am Problem einer enormen Umweltverschmutzung leidet. Zahlreiche ergebnislose Konferenzen werden abgehalten und nach Lösungen und Auswegen gesucht, während die Umweltzerstörung voranschreitet und bereits Bewohner erkranken, bis von den Konzernmachthabern des "Oxygenien-Trusts" diese Bemühungen als sinnlos beendet werden, man muss eben mit der Situation klarkommen. Die Wohlhabenden sichern sich Bauland hoch auf Bergen in unverseuchter Umgebung, siedeln dorthin um und bestimmen in der Folge von dort aus die Geschicke des Planeten. In den folgenden etwa 1000 Planetenjahren (entspricht circa 800 Erdenjahren) entwickelt sich der Ist-Zustand, den der Protagonist kennen lernt.

### Oxygeniens Gesellschaftsschichten
Der Protagonist landet zunächst in der untersten Gesellschaftsschicht und erlebt nacheinander alle drei vorkommenden Gesellschaftsschichten. Dies sind:
Die unterste Schicht umfasst 8 Milliarden Einwohner, die in abertausenden identischen sogenannten Bedienerstädten leben, Peter lernt davon nur eine stellvertretend kennen. Die Luft besteht nur aus Rauchgasen aller Art, sie enthält nur noch Spuren von Sauerstoff. Da die Bewohner sauerstoffatmende Lebewesen sind, sind sie zeitlebens auf das Tragen von Atemgeräten angewiesen. Diese Wesen werden aufgrund der speziellen Form dieser plumpen Atemgeräte von den beiden oberen Gesellschaftsschichten "Rüsselträger" genannt. Auch in den identischen, fensterlosen, würfelförmigen Betongebäuden findet sich nur dieselbe lebensfeindliche Atmosphäre wie außerhalb, die Atemmasken müssen also ständig getragen werden. Durch die enorme Verschmutzung dringt kein natürliches Licht mehr zur Oberfläche vor, ein Tag-Nacht-Rhythmus wird durch unterschiedlich starke Beleuchtung simuliert, es herrscht nur ein diffuses Zwielicht, Farben gibt es fast gar nicht. Sauerstoff gibt es nur in Form sublimierender Tabletten, die in die Rückenbehälter der Atemgeräte eingelegt werden. Für diese Sauerstofftabletten ist jedoch Arbeit zu verrichten, stumpfsinnige Tätigkeiten an Maschinen wie z. B. ein Rad links an der Maschine dreimal drehen, dann ein mittleres Pedal treten, anschließend das Rad rechts an der Maschine dreimal drehen, dann wieder von vorn. Die Sauerstoffrationen, die die "Menschen" für ihre Arbeit erhalten, sind gering, sie sichern nur das Überleben und gestatten maximal einen arbeitsfreien Tag die Woche, ein Ansparen von Sauerstoff ist nicht möglich. Essen und Trinken werden in sogenannten Restaurants durch vollautomatische Systeme ausgegeben. Die breiigen Speisen, welche mit einer Art Strohhalm aufgenommen werden, sind jedoch mit Drogen versetzt, die sämtliche Denkprozesse des Gehirns sowie den Geschlechtstrieb lähmen oder ganz unterdrücken und nur die für das Überleben wichtigen Funktionen gestatten. Zum Schlafen gibt es riesige Schlafsäle ohne Privatsphäre mit einer an die Decke projizierten Fernseh-Dauerberieselung, diese ist jedoch äußerst langweilig und nur in schwarzweiß. Andere Gegenstände wie z. B. Atemmasken, Schuhe oder Kleidung sind kostenlos und unbeschränkt in sogenannten Kaufhäusern verfügbar, dort gibt es auch ein kleines Universallehrbuch sowie ein Geschicklichkeitsspiel. Interaktion oder gar soziales Zusammenleben zwischen den Individuen findet praktisch nicht statt. Eine Überwachung der Bewohner gibt es nicht, sie ist auch nicht nötig: Wer nicht arbeitet, bekommt keinen Sauerstoff und stirbt, ein Verlassen der Städte ist zwar theoretisch möglich, jedoch nicht sinnvoll, da sich außerhalb nur ewige Dunkelheit und lebensfeindliche, zerstörte Umwelt befinden, außerdem reicht der maximal mögliche Sauerstoffvorrat ohnehin nicht für längere Reisen. Ein Austausch zwischen den Städten findet nicht statt, es gibt keinerlei öffentliche Verkehrssysteme.
Einmal im Jahr findet jedoch das sogenannte "Große Frühlingsfest" statt, eine Art Paarungsritual in einer ein wenig außerhalb der Stadt liegenden Höhle, in der es dann auch unbeschränkt Sauerstoff sowie berauschende Speisen und Getränke gibt. Rechtzeitig vorher ändert sich der Drogenmix in den Speisen, um das sexuelle Verlangen zu reaktivieren, und das Dauerfernsehprogramm der Schlafsäle wird zunehmend bunter und teilweise mit Musik untermalt. Jahresziel eines jeden Bewohners der Bedienerstädte ist das erneute Erleben dieses "Großen Frühlingsfestes". Während dieser orgiastischen Veranstaltung werden Kinder gezeugt. Am Ende des Festes werden neue Atemmasken und Kleidung ausgegeben, die Bewohner kehren in ihre Bedienerstadt zurück, und der Jahreszyklus beginnt von vorn – bis zum nächsten "Großen Frühlingsfest". Schwanger gewordene Frauen werden durch automatische Scans am Ausgang der Festhöhle identifiziert und kommen in vollautomatische Schwangerschafts- und Geburtskliniken in den Städten der mittleren Schicht. Nach der Geburt und ersten Tagen mit ihren Kindern werden sie zum frühestmöglichen Zeitpunkt (wenn die Kinder nicht mehr auf das Stillen ihrer Mütter angewiesen sind) von diesen getrennt, ihr Gedächtnis gelöscht, und sie kommen zurück in die Bedienerstädte. Die Kinder werden nun durch automatische Tests selektiert, diejenigen, bei denen keine besondere Begabung oder nützliche Talente festzustellen sind, kommen im Alter von 6 Jahren ebenfalls in eine Bedienerstadt, Begabte hingegen erhalten eine mehrjährige Ausbildung in vollautomatischen Schulen und Universitäten und gehören damit automatisch der zweiten Gesellschaftsschicht an.
In dieser mittleren Schicht, einer Schicht der (notwendigen) Intelligenz, herrschen bessere Lebensbedingungen. Ihre fünf Millionen Angehörige, die sogenannten "Sich-Erinnernden", leben verteilt in insgesamt 15 Städten, zwischen denen aber ebenfalls keinerlei Austausch stattfindet. In den Städten gibt es verschiedenfarbige Gebäude unterschiedlichen Aussehens und künstliche Sträucher, Bäume und Rasen, ein innerstädtisches Verkehrssystem in Form von Laufbändern, eine Außenluft mit immerhin bereits 5 % Sauerstoffgehalt, Schleusen an den Hauseingängen, so dass innerhalb der Gebäude keine Atemmasken mehr nötig sind, sowie einen bereits deutlich erkennbaren, natürlichen Tag-Nacht-Rhythmus. Die Sich-Erinnernden sind Personen mit besonderen Talenten, die für Forschung und Entwicklung nötig sind. Jedoch sind auch ihre Gehirne manipuliert, im Laufe ihrer Ausbildung werden sie mehrfach operiert und bestrahlt, so dass die für ihre Aufgabe notwendigen Bereiche angeregt, andere Bereiche jedoch unterdrückt werden. Gesellschaftliches Denken ist absolut verboten. Jeder hat sich ausschließlich auf sein Tätigkeitsfeld zu konzentrieren und die bestehende Ordnung darf nicht in Frage gestellt werden, dies wird den Einwohnern bereits während der Ausbildung eindringlich vermittelt. Gegenstände des täglichen Bedarfs, Essen und Trinken werden noch immer in vollautomatischen Einrichtungen ausgegeben, jedoch in deutlicher besserer Qualität und größerer Vielfalt als in den Bedienerstädten. Wohnhäuser gibt es für Einzelpersonen oder für Paare. Freundschaften und eheähnliche Lebenspartnerschaften sind möglich und erlaubt, genau wie sexuelle Kontakte. Frauen erhalten jedoch über die Nahrung eine zwangsweise Empfängnisverhütung; sollte dennoch eine Frau schwanger werden, kommt sie in eine der automatischen Schwangerschafts- und Geburtskliniken, nach der Geburt wird auch ihr Gedächtnis gelöscht und sie kommt in eine Bedienerstadt. Auch ältere Sich-Erinnernde, deren Arbeitsleistung nachlässt bzw. von deren Gehirnen nichts Neues und Nützliches mehr zu erwarten ist, kommen zur Gedächtnislöschung und anschließend in eine Bedienerstadt. Im Gegensatz zu den Bedienerstädten gibt es hier eine Kontrolle der Bewohner: Jeder Sich-Erinnernde bekommt eine persönliche Lochkarte, mit der er Zugang zu seinem Haus, seiner Arbeitsstätte sowie den Gemeinschaftsräumen und den Güterverteilautomaten erhält, auch erscheinen auf den Straßen gelegentlich wandähnliche Hindernisse, die nur nach Auswertung der Lochkarte wieder verschwinden. In unregelmäßigen Abständen werden die Bewohner durch technische Systeme zur Gehirnkontrolle mittels Enzephalogramm gerufen, ihre Lochkarte wird im selben Moment ungültig und wird erst dann wieder freigeschaltet, wenn der Test erfolgreich absolviert wurde. Eine erfolgreiche Gehirnkontrolle wird dadurch erreicht, dass nur die für die Arbeit nötigen Gehirnbereiche angeregt und aktiv sind, alle anderen Bereiche müssen dagegen inaktiv sein. Ist dies nicht der Fall, erfolgen entweder neue Operationen und Bestrahlungen oder die völlige Gedächtnislöschung und Versetzung in eine Bedienerstadt.
Außerhalb wenigstens einer Stadt der Sich-Erinnernden gibt es in einem Höhlensystem eine Kolonie von Renegaten – Sich-Erinnernde, deren Lochkarte ungültig wurde oder Frauen, die schwanger wurden und der automatischen Aussonderung zuvorkommen wollten, samt ihren Kindern. Unterstützt werden sie von einigen Sympathisanten innerhalb der Stadt, die sie mit Lebensmitteln und Sauerstofftabletten (für die Sich-Erinnernden sind diese unbegrenzt vorhanden) versorgen. Diese Sympathisanten innerhalb der Stadt verdecken ihre Aktivitäten vor den Gehirnkontrollen mittels einer Droge namens "Tiefer Schlaf", die sie unmittelbar vor jeder Kontrolle einnehmen und die ihnen hilft, sich zu fokussieren. Die Renegaten leben völlig frei und ohne jede Kontrolle oder Einflussnahme.
Kontrolliert wird alles von der Zentrale, der obersten Gesellschaftsschicht, den oberen 10.000. Diese sprichwörtliche Herrscherklasse ist im Roman sogar wörtlich zu nehmen, besteht sie doch aus 100 Familien mit jeweils genau 100 Mitgliedern. Ihr Wohnort ist Oxygenville irgendwo hoch in den Bergen. Mittels des sogenannten Ionenvorhangs werden die beiden verschmutzten unteren Luftschichten gegen die obere Luftschicht, in der Oxygenville liegt, abgetrennt, so dass in dieser Höhe eine geradezu paradiesische Umweltsituation herrscht. Auch diese Stadt ist durchsetzt mit Technik, die vollautomatischen Maschinen und Computer dienen hier aber der Assistenz der Bewohner. In diesem märchenhaft bunten Utopia muss niemand körperliche Arbeit verrichten und kann sich völlig seinem Vergnügen bei verschiedenen Freizeitbeschäftigungen, wie z. B. prunkvollen Bällen oder der Jagd auf die nur noch in Oxygenville existierenden Tiere, hingeben. Ein Teil der oberen 10.000 widmet sich allerdings auch wirtschaftspolitischen Aufgaben wie Produktionsplanung und Güterverteilung. Hervorgegangen sind diese 100 Geschlechter aus den Begründern des Oxygenien-Trusts vor ca. 1000 Planetenjahren. Oberster Regent ist der König namens Wohltäter XIII mit zwei Söhnen, die, bis der ältere von ihnen, Prinz Recke, selbst König wird, den Sicherheitsdienst leiten. Es existiert zwar ein verstecktes System aus Schleusen und Transportröhren, die Oxygenville mit den beiden anderen Gesellschaftsschichten verbinden, ein Vordringen der Planetenbevölkerung nach Oxygenville, egal ob Rüsselträger oder Sich-Erinnernde, ist aufgrund der Umweltsituation aber bisher noch niemandem gelungen. Gleichwohl können auch Leute der oberen 10.000 in Ungnade fallen und in eine Bedienerstadt versetzt werden.

## Ausgaben
- Klará Fehér: Oxygenien. Corvina Verlag, 2. illustr. Auflage, 1977. ISBN 978-9631305975